# Non-vessel operating common carrier
Der Begriff NVOCC (engl. non-vessel operating common carrier) bzw. schiffsbuchender Verfrachter, auch kurz Reeder ohne Schiff, beschreibt einen Transportunternehmer, der im eigenen Namen Güter über See befördert, ohne dabei über eigenen Schiffsraum zu verfügen.

## Grundlage
Ein NVOCC tritt gegenüber seinem Kunden als Verfrachter auf und stellt seine eigenen Konnossemente (engl. Bills of lading) aus. Zum eigentlichen Transport bucht der NVOCC Schiffsraum eines Verfrachters ein und verkauft diesen in kleineren Teilen an seinen Kunden weiter. Gegenüber diesem Unterverfrachter (engl. actual carrier) ist der NVOCC also Befrachter.

## Reeder ohne Schiff in der Praxis
Die meisten NVOCCs kaufen schon Monate oder Jahre zuvor Schiffsraumkontingente bestimmter Reedereien auf und veräußern diese dann an ihre Kunden. Hier ist der NVOCC als Sammelladungsspedition tätig und erlangt meist sehr gute Preisvergünstigungen bei dem Transport und kann hierdurch seine Preise anders kalkulieren als z. B. ein Spediteur.